# 2. meridijan (istok)
2. istočni meridijan meridijan je koji je dva stupnja istočno od nultog (griničkog). Presijeca Arktički ocean, Atlantski ocean, Europu, Afriku, Južni ocean i Antarktiku. Tvori ortodromu sa 178. zapadnim meridijanom.
Kao i kod svih meridijana dužina mu je polovica obujma Zemlje, tj. 20.003,932 km, a od nultog je udaljen 223 km.

## Od pola do pola
Počevši od Sjevernog pola i idući ravno prema Južnom, ovaj meridijan prolazi kroz sljedeće lokacije ili vrlo blizu njih:
| Koordinate                       | Država, teritorij ili more | Napomene                                                  |
| -------------------------------- | -------------------------- | --------------------------------------------------------- |
| 90°0′N 2°0′E / 90.000°N 2.000°E  | Arktički ocean             |                                                           |
| 81°32′N 2°0′E / 81.533°N 2.000°E | Atlantski ocean            |                                                           |
| 61°0′N 2°0′E / 61.000°N 2.000°E  | Sjeverno more              | Istočno od Lowestofta ( Engleska, Ujedinjeno Kraljevstvo) |
| 51°0′N 2°0′E / 51.000°N 2.000°E  | Francuska                  | Zapadno od Pariza                                         |
| 42°27′N 2°0′E / 42.450°N 2.000°E | Španjolska                 | Eksklava Llívia – približno 1 km                          |
| 42°26′N 2°0′E / 42.433°N 2.000°E | Francuska                  | Približno 9 km                                            |
| 42°22′N 2°0′E / 42.367°N 2.000°E | Španjolska                 | Zapadno od Barcelone                                      |
| 41°16′N 2°0′E / 41.267°N 2.000°E | Sredozemno more            |                                                           |
| 36°34′N 2°0′E / 36.567°N 2.000°E | Alžir                      |                                                           |
| 20°15′N 2°0′E / 20.250°N 2.000°E | Mali                       |                                                           |
| 15°19′N 2°0′E / 15.317°N 2.000°E | Niger                      | Zapadno od Niameya                                        |
| 12°44′N 2°0′E / 12.733°N 2.000°E | Burkina Faso               |                                                           |
| 11°25′N 2°0′E / 11.417°N 2.000°E | Benin                      |                                                           |
| 6°17′N 2°0′E / 6.283°N 2.000°E   | Atlantski ocean            |                                                           |
| 60°0′S 2°0′E / 60.000°S 2.000°E  | Južni ocean                |                                                           |
| 69°57′S 2°0′E / 69.950°S 2.000°E | Antarktika                 | Zemlja kraljice Maud (pravo polaže Norveška)              |